# 东小口站
东小口站，施工期间称为建材城东站，是一个位于中国北京市昌平区东小口地区建材城东侧路与西三旗路交叉口北侧，属于北京地铁13号线的地铁车站，于2024年5月开工建设。
东小口站是高架车站，位于13号线既有线路的立水桥站与霍营站之间。在13号线该区间不中断运营的情况下，施工受到限制，预计2028年开通运营。

## 位置
东小口站位于建材城东侧路与西三旗路交叉口北侧。

## 出入口
东小口站预计设有4个出入口。

## 历史
2025年8月18日，北京市规划和自然资源委员会发布地名公告，将本站正式命名为东小口站。